# Edil (Nueva Inglaterra)
La Junta de Ediles suele ser la rama ejecutiva del gobierno de los pueblos de la región de Nueva Inglaterra en los Estados Unidos. La junta general se compone de tres o cinco miembros, con o sin términos escalonados.

## Historia
En la mayoría de los pueblos de Nueva Inglaterra, la población adulta votante se reúnen anualmente en una reunión del gobierno asambleario para funcionar como la legislatura local, para aprobar los presupuestos y las leyes. Las operaciones de día a día anteriormente eran hechas por un individuo, pero cuando los pueblos crecían demasiado, era difícil para un individuo poder manejar las cargas de trabajo, ellos elegían un consejo de administración de ediles.
Los ediles en la cual eran todos hombres, estaban a cargo de las operaciones diarias; los ediles se encargaban de lo más importante como en legislar políticas, como en la policía de una comunidad, supervisores de las carreteras y otros funcionarios. Sin embargo, mientras los pueblos más grandes crecían, se necesitaba distribuir más poder entre otros consejos elegidos, como guardias y los departamentos de policía. Sin embargo, el aumento de la población llevó a la necesidad de que se crearan departamentos de policía reales y no solamente guardias, de los cuales los concejales normalmente se convertían en el comisario. La llegada de las carreteras asfaltadas y el tráfico de automóviles condujo a una necesidad de que se tenían que mantener y cuidar las autopista a tiempo completo y labradores, dejando a los concejales el cargo como supervisores de las calles y caminos
El sexo del término "edil" de "selectman" es neutral. Algunos pueblos y los manuales de estilo de periodistas utilizan los términos no definidos en las leyes estatales, tales como "Selectwoman" que sería literalmente edilmujer, pero que en español no existe, "Selectperson" traducido literalmente e incorrectamente como "Persona edil", y "Board of Selectmen" traducido como "Junta de ediles" y también correcto como "Junta de Concejales". En todos los estados los estatutos utilizan formas masculinas como concejales, como "junta de ediles", o "Edil principal", por lo que lo más apropiado es utilizar la forma neutral en cuanto al sexo del titular.